# Hypodryas adamczewskii
Hypodryas adamczewskii är en fjärilsart som beskrevs av Krzywicki 1967. Hypodryas adamczewskii ingår i släktet Hypodryas och familjen praktfjärilar. Inga underarter finns listade i Catalogue of Life.